# Ravensbourne National Park
Ravensbourne National Park är en park i Australien. Den ligger i delstaten Queensland, omkring 84 kilometer väster om delstatshuvudstaden Brisbane. Arean är 6,9 kvadratkilometer.
Runt Ravensbourne National Park är det glesbefolkat, med 10 invånare per kvadratkilometer..
I omgivningarna runt Ravensbourne National Park växer i huvudsak städsegrön lövskog. Genomsnittlig årsnederbörd är 1 106 millimeter. Den regnigaste månaden är januari, med i genomsnitt 235 mm nederbörd, och den torraste är september, med 31 mm nederbörd.